# 克廷湖
50°50′N 6°49′E / 50.84°N 6.81°E
克廷湖（德語：Köttinger See），是德國的湖泊，位於該國西部，由北萊茵-威斯特法倫州負責管轄，處於埃爾夫特施塔特，長1公里、寬0.7公里，面積0.42平方公里，海拔高度94米，平均水深5.1米，最大水深7.8米，水體容量210萬立方米。